# Guerre des Deux Pierre
Guerre de Cent Ans
Première guerre civile de Castille
Batailles
- Alicante (1356) (ca)
- Tarazona (ca)
- Jumilla (ca)
- Guardamar (1358) (ca)
- Carthagène (1358)
- Orihuela (1359) (ca)
- Araviana (1359) (es)
- Guardamar (1359) (ca)
- Valence (1359) (ca)
- Barcelone (1359) (es)
- Bône (ca)
- Calatayud (ca)
- Teruel (1363) (ca)
- Valence (1363) (es)
- Valence (1364) (ca)
- Orihuela (1364) (ca)

La guerre des Deux Pierre est un conflit entrecoupé de trêves plus ou moins longues, opposant de 1356 à 1375, la couronne d'Aragon à celle de Castille et, à travers elles, Pierre Ier de Castille et Pierre IV d'Aragon. Cette guerre est un aspect d'un conflit plus vaste — la première guerre civile de Castille — qui a pour enjeu le trône de Castille, revendiqué par le bâtard Henri de Trastamare, et l'équilibre géopolitique de l'époque, dans le conflit qui oppose le roi de France et le roi d'Angleterre. 
La guerre se découpe en deux périodes : un premier conflit entre la couronne d'Aragon et la couronne de Castille de 1356 à 1361, conclu par la paix de Terrer, et un second conflit de 1366 à 1369, où Pierre IV d'Aragon se trouve dans le camp des Français et d'Henri de Trastamare, s'achevant par la paix d'Almazán.

## Contexte
Au début du XIVe siècle, la Castille souffre de troubles causés par la guerre civile, qui oppose les forces locales et alliées du roi régnant, Pierre de Castille, à son demi-frère Henri de Trastamare pour le droit à la couronne.
Pierre IV d'Aragon est un soutien d'Henri de Trastamare, lui-même soutenu par le commandant français Bertrand du Guesclin et ses troupes de « compagnies libres ». Pierre de Castille est soutenu par les Anglais. La guerre des Deux Pierre peut donc être considérée comme une extension de la guerre de Cent Ans et de la guerre civile castillane.
Pierre de Castille cherche à revendiquer le royaume de Valence, qui comprend des parties de Murcie, Elche, Alicante et Orihuela. Pierre d'Aragon souhaite dominer la Méditerranée en opposition à la Castille et à son alliée, Gênes.
Un incident naval entre les deux puissances avait déjà provoqué des tensions : des galères catalanes, armées par Mossèn Francesc de Perellós, qui avait des lettres de marque du roi d'Aragon, ont aidé la France contre l'Angleterre, et ont également réussi à capturer deux navires génois à Sanlúcar de Barrameda. Gênes était alors une alliée de la Castille. Pierre de Castille, à la tête de la flotte castillane, rattrape Perellós à Tavira mais ne parvient pas à le capturer.

## Principales phases du conflit

### 1356-1363
La guerre a duré de 1356 à 1375, prolongée parce que Pierre de Castille a perdu son trône au profit d'Henri de Trastamare. La guerre se déroule principalement à la frontière entre la Castille et l'Aragon, à savoir les villes frontalières aragonaises telles que Teruel, qui tombent aux mains des Castillans.
En 1357, la Castille pénètre en Aragon et conquiert Tarazona le 9 mars ; le 8 mai, une trêve temporaire est conclue.
Au début de l'année 1361, les Castillans ont conquis les forteresses de Verdejo, Torrijos, Alhama et d'autres lieux. Cependant, la paix de Terrer (parfois appelée paix de Deza) a été négociée le 18 mai 1361, dans laquelle tous les lieux et châteaux conquis ont été rendus à leurs seigneurs d'origine. Bernat II de Cabrera ambassadeur du roi aragonais, a négocié la paix. Pierre IV marie sa fille Constance à Frédéric le Simple.
En juin 1362, Pierre de Castille rencontre Charles II de Navarre à Soria, et une aide mutuelle est promise. Pierre contracta également une alliance avec Édouard III d'Angleterre et son fils, le Prince Noir.
Ces négociations terminées, le roi de Castille envahit le territoire aragonais sans déclarer officiellement la guerre, et le conflit reprend. Le roi aragonais se trouvait à Perpignan sans troupes, et fut donc pris au dépourvu. Les Castillans prennent les châteaux d'Arize, d'Atece, de Terrer, de Moros, de Cetina et d'Alhama. Pierre de Castille ne parvient pas à prendre Calatayud, bien qu'il l'attaque avec toutes sortes de machines de siège. Sans aller plus loin dans ses conquêtes, il retourne à Séville.
En 1363, la Castille poursuit la guerre contre l'Aragon et occupe à nouveau Tarazona. Pierre de Castille reçoit des renforts du Portugal et de Navarre. Pendant ce temps, le roi aragonais négocie un traité avec la France et un traité secret avec Henri II de Castille. Pierre de Castille conquiert alors Cariñena, Teruel, Segorbe, Morvedre, Almenara, Xiva et Bunyol.
Le nonce apostolique Jean de La Grange arrange la paix de Morvedre (Sagunt) (2 juillet 1363) entre les deux rois. La paix n'est cependant pas ratifiée et les hostilités se poursuivent. Les Castillans pénètrent dans le royaume de Valence en 1363 et conquièrent Alicante, Caudete, Elda, Gandia et d'autres localités.

### 1363-1369
De 1365 à 1369, Pierre de Castille se préoccupe de maintenir sa position sur le trône de Castille contre Henri de Trastamare.
La guerre civile de Castille débute en 1366 et Pierre de Castille est détrôné. Il est assailli par son frère illégitime Henri de Trastamare à la tête d'une armée de soldats de fortune, dont Bertrand du Guesclin et Hugues de Calveley. Pierre abandonne le royaume sans oser livrer bataille, après avoir battu en retraite à plusieurs reprises (d'abord à Burgos, puis à Tolède et enfin à Séville) face aux armées adverses. Pierre s'enfuit avec son trésor au Portugal, où il fut froidement accueilli par son oncle, le roi Pierre Ier, puis en Galice, dans le nord de l'Espagne, où il ordonna le meurtre de Suero, l'archevêque de Saint-Jacques-de-Compostelle, et du doyen, Perálvarez. L'archevêque et le doyen étaient tous deux partisans d'Henri.
Pierre de Castille a été renversé en 1369. Il a été tué par Henri.

### Invasion de Valence
Le royaume de Grenade soutient Pierre de Castille dans la guerre des Deux-Pierre. Les troupes castillanes et leurs alliés maures envahissent le sud de Valence, qui subit de faibles ravages et une instabilité politique. Les Castillans assiègent sans succès Orihuela en 1364.

## Fin de la guerre
La guerre s'est finalement terminée par la paix d'Almazán, en 1375, sans laisser de vainqueur clair. La Castille récupéra les comarcas qui étaient passées sous la domination aragonaise, comme la seigneurie de Molina. Un mariage fut contracté entre Éléonore d'Aragon, fille de Pierre IV d'Aragon, et Jean Ier de Castille, successeur d'Henri II.
La misère de la guerre est aggravée par la peste noire et d'autres catastrophes naturelles, comme la sécheresse et une invasion de sauterelles. Ces événements ont ruiné l'économie aragonaise, entraînant une diminution de la population du pays. La cathédrale de Tarazona a été détruite pendant la guerre et n'a été reconstruite que bien plus tard.
Cependant, on pense que la guerre a conduit à la mise en place de forces administratives et militaires qui aboutiraient finalement à une Castille et un Aragon unifiés au siècle suivant.

## Source
- (en) Cet article est partiellement ou en totalité issu de l’article de Wikipédia en anglais intitulé « War of the Two Peters » (voir la liste des auteurs).